# Cádiz y los Puertos

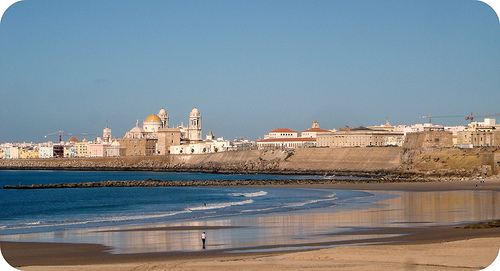
Vista de Cádiz.

Cádiz y los Puertos es la locución usada por la flamencología, dentro de la llamada "geografía del cante", para referirse al área flamenca compuesta principalmente por las poblaciones gaditanas de Cádiz, San Fernando, Chiclana de la Frontera, Puerto Real, El Puerto de Santa María y Sanlúcar de Barrameda, localidades que, desde el punto de vista administrativo, forman parte de las comarcas de la Bahía de Cádiz y de la Costa Noroeste de Cádiz. 

## Alcance
Las poblaciones de Rota y Chipiona quizá por tener menor población que las ciudades anteriores, no suelen ser nombradas como parte de los Puertos, sin embargo, pertenecen al mismo territorio, tanto desde el punto de vista geográfico como desde le punto de vista de la "geografía del cante". Asimismo, otras localidades costeras de La Janda y del Campo de Gibraltar, 
por ser puertos de mar e importantes centros flamencos, también suelen ser incluidas dentro del ámbito de "los Puertos" porque, aunque se hallen fuera del ámbito geográfico de la Bahía de Cádiz y del Estuario del Guadalquivir, comparten una idiosincrasia similar: un carácter abierto y cosmopolita fruto de una intensa actividad comercial prolongada a lo largo de la historia. En este sentido pueden mencionarse también las poblaciones de Barbate, Algeciras y, fuera del ámbito gaditano, la propia Málaga.
Tierra adentro, su marco geográfico se amplía usándose indistintamente las locuciones "Cádiz, los Puertos y Jerez" o "Cádiz, Jerez y los Puertos", por las grandes relaciones flamencas existentes entre los puertos gaditanos y el núcleo jerezano que, a su vez, proyecta su influencia en toda su campiña y en la Sierra de Cádiz. 
Los cantes propios y más característicos de Cádiz y los Puertos reciben el nombre genérico de cantiñas o "cantes de Cádiz", que no deben confundirse con el nombre específico "cantiña".

## Estudio
Anualmente se celebran en El Puerto de Santa María unas jornadas sobre estos cantes.

## Obras
La obra teatral llamada La Lola se va a los Puertos, que los hermanos Manuel y Antonio Machado escribieron en 1929, hace en su título alusión a esos "Puertos" flamencos. Inspirándose en el texto de los Machado, se han rodado dos películas homónimas: La Lola se va a los puertos (1947) y La Lola se va a los puertos (1993). La composición sinfónica Los Puertos (Serenata andaluza) (1948) del músico jerezano Germán Álvarez Beigbeder también hace alusión al mismo territorio.